# Милан Остерць
Милан Остерць (словен. Milan Osterc; нар. 4 липня 1975, Мурська Собота) — словенський футболіст, що грав на позиції нападника.
Виступав, зокрема, за клуби «Хапоель» (Тель-Авів) та «Гориця», а також національну збірну Словенії.
Володар Кубка Словенії.

## Клубна кар'єра
У дорослому футболі дебютував 1994 року виступами за команду клубу «Белтинці», в якій провів два сезони, взявши участь у 48 матчах чемпіонату.
Згодом з 1996 по 2000 рік грав у складі команд клубів «Гориця», «Еркулес» та «Олімпія» (Любляна).
Своєю грою за останню команду привернув увагу представників тренерського штабу клубу «Хапоель» (Тель-Авів), до складу якого приєднався 2000 року. Саме в цьому клубі здобув популярність в Ізраїлі після того як відзначився 7-ма м'ячами в сезоні 2001/02 років у Кубку УЄФА. Того сезону ізраїльський клуб вийшов до 1/4 фіналу турніру, а Милан відзначився важливими голами в ворота «Челсі», «Парми» та московського «Локомотива». Відіграв за команду з Тель-Авіва наступні два сезони своєї ігрової кар'єри. Більшість часу, проведеного у складі тель-авівського «Хапоеля», був основним гравцем атакувальної ланки команди.
Протягом 2002—2006 років захищав кольори клубів «Гавр», «Бурсаспор», «Малатьяспор», АЕК (Ларнака) та ЛАСК (Лінц).
2007 року повернувся до клубу «Гориця». Цього разу провів у складі команди чотири сезони. Граючи у складі «Гориці» також здебільшого виходив на поле в основному складі команди. У складі клубу був одним з головних бомбардирів команди, маючи середню результативність на рівні 0,47 голу за гру першості.
Завершив професійну ігрову кар'єру у клубі «Копер», за команду якого виступав протягом 2011—2012 років.

## Виступи за збірні
З 1994 по 1997 рік залучався до складу молодіжної збірної Словенії. На молодіжному рівні зіграв у 8 офіційних матчах, відзначився 1 голом.
6 вересня 1997 року дебютував у складі національної збірної Словенії в матчі кваліфікації до Чемпіонату світу проти Греції (0:3), разом з Руді Істеничем з «Фортуни» (Дюссельдорф). На 70-ій хвилині того матчу був замінений на Ермина Шиляка. Протягом кар'єри у національній команді, яка тривала 6 років, провів у формі головної команди країни 44 матчі, забивши 8 голів.
У складі збірної був учасником чемпіонату Європи 2000 року у Бельгії та Нідерландах, чемпіонату світу 2002 року в Японії і Південній Кореї.

## Титули і досягнення

### Командні
- Суперкубок Словенії («Гориця»)
  -  Володар (1): 1996

- Кубок Словенії («Олімпія» (Любляна))
  -  Володар (1): 1999/00

- Кубок Тото (Хапоель Тель-Авів)
  -  Володар (1): 2001/02

### Особисті
- Найкращий бомбардир Першої футбольної ліги Словенії
  -  Чемпіон (1): 2009/10 (22 голи)

## Статистика виступів у збірній

### Голи в футболці національної збірної
| # | Дата              | Місце                                          | Суперник          | Рахунок | Результат | Змагання               |
| - | ----------------- | ---------------------------------------------- | ----------------- | ------- | --------- | ---------------------- |
| 1 | 8 лютого 1999     | Спортивний комплекс ім. Султана Кабуса, Маскат | Оман              | 1–0     | 7–0       | Товариський            |
| 2 | 8 лютого 1999     | Спортивний комплекс ім. Султана Кабуса, Маскат | Оман              | 3–0     | 7–0       | Товариський            |
| 3 | 8 лютого 1999     | Спортивний комплекс ім. Султана Кабуса, Маскат | Оман              | 4–0     | 7–0       | Товариський            |
| 4 | 8 лютого 1999     | Спортивний комплекс ім. Султана Кабуса, Маскат | Оман              | 6–0     | 7–0       | Товариський            |
| 5 | 18 серпня 1999    | Бежиград, Любляна                              | Албанія           | 2–0     | 2–0       | кваліфікація Євро-2000 |
| 6 | 3 вересня 2000    | Свангаскард, Тофтір                            | Фарерські острови | 2–0     | 2–2       | кв. ЧС-2002            |
| 7 | 1 вересня 2001    | Бежиград, Любляна                              | Росія             | 1–0     | 2–1       | кв. ЧС-2002            |
| 8 | 10 листопада 2001 | Бежиград, Любляна                              | Румунія           | 2–1     | 2–1       | кв. ЧС-2002            |